# Comrie (Perth and Kinross)
Comrie (Schots-Gaelisch: Cuimrigh) is een dorp en parish in Perthshire, in de zuidelijke hooglanden van Schotland, zo'n 11 kilometer ten westen van Crieff. Comrie is een historisch beschermd dorp in een National Scenic Area, langs de rivier de Earn. 
Door de ligging op de Highland Boundary Fault, een breuklijn, ondervindt het dorp meer aardbevingen dan waar ook in Groot-Brittannië. Hier heeft het ook zijn bijnaam aan te danken: Shaky Toun (Schots) of Am Baile Critheanach (Schots-Gaelisch). In Comrie werd in 1840 een van de eerste seismograven ter wereld geplaatst, waarvan een replica te zien is in het Earthquake House in Comrie. Deze locatie geeft het dorp ook de kans om de titel Gateway to the Highlands te claimen. Ten noorden van het dorp liggen Ben Chonzie en de Grampian Mountains. 

## Geboren
- Carly Booth (1992), golfster

## Partnerstad
- Carleton Place